# Dofka
Dofka ist eine US-amerikanische Power- und Thrash-Metal-Band aus Washington, D.C., die im Jahr 1987 gegründet wurde.

## Geschichte
Die Band wurde im Jahr 1987 vom Gitarristen Jim Dofka gegründet. Im Jahr 1990 erschien über Black Dragon Records/Ariola das Debütalbum Toxic Wasteland. Neben Jim Dofka war darauf nur der Sänger Scot Edgell zu hören. Im Jahr 1992 folgte das zweite Demo Bow to Thee. Zudem ging die Band bis zum Jahr 1994 permanent auf Tour. Nach ein paar Besetzungswechseln begab sich die Band in eine Pause bis zum Jahr 1999, da die Band im Jahr zuvor ihr Debütalbum wiederveröffentlicht hatte und an Tribute-Alben zu Mercyful Fate, Dio, Iron Maiden, Savatage und Black Sabbath teilnahm. Im Jahr 2005 folgte ein weiteres Album namens Wrecking Ball. 2010 folgte das nächste Album Humanity Bleak, worauf die Band neben Jim Dofka aus dem Sänger Andrew D’Cagna, dem Bassisten James Babcock und dem Schlagzeuger Mike Barnett bestand.

## Stil
Laut Andreas Schöwe vom Metal Hammer spiele die Band auf Toxic Wasteland Metal, der stark durch Künstler wie Yngwie Malmsteen und Marty Friedman beeinflusst wurde, wobei die Musik „durch ihre unermüdliche Virtuosität und Ideenvielfalt“ dennoch eigenständig wirke. Der Gesang klinge wie eine Mischung aus Ozzy Osbourne und Michael Kiske. thethrashmetalguide.com verglich die Musik auf dem Album mit dem letzten Hexenhaus-Album oder auch Savatage-Stücken, wobei Toxic Wasteland Thrash-Metal-lastiger sei. Humanity Bleak sei klassischer Power Metal, mit Thrash- und Progressive-Metal-Zügen.

## Diskografie
- 1989: Demo I (Demo, Eigenveröffentlichung)
- 1990: Toxic Wasteland (Album, Black Dragon Records/Ariola)
- 1992: Bow to Thee (Demo, Eigenveröffentlichung)
- 2008: Wrecking Ball (Album, Eigenveröffentlichung)
- 2010: Humanity Bleak (Album, Eigenveröffentlichung)